# مرا به دوزخ بکشان
مرا به دوزخ بکشان (به انگلیسی: Drag Me to Hell) فیلمی آمریکایی در سبک ترسناک به کارگردانی سم ریمی است.
سم ریمی (کارگردان مشهور سه‌گانه مرد عنکبوتی) قبل از ساخت فیلم قسمت چهارم مرد عنکبوتی به ساختن این فیلم دلهره‌آور پرداخته است. سم و برادرش، ایوان ریمی روی این پروژه از مدت‌ها پیش کار کرده‌اند.
این فیلم در جشنواره فیلم تین چویس نامزد جایزه بهترین فیلم ترسناک بود که در آخر برنده نشد.
مرا به دوزخ بکشان ابتدا در مارس ۲۰۰۹ در جشنواره فیلم کن و سپس در ۲۹ مه ۲۰۰۹ در آمریکا اکران شد و سپس در تاریخ ۱۳ اکتبر ۲۰۰۹ بر روی دی‌وی‌دی و بلو-ری عرضه شد.

## داستان
کریستین براون یک کارمند بانک است. روزی پیرزنی به نام گانوش به بانک می‌آید و درخواست لغو مصادرهٔ خانه‌اش را می‌کند ولی وقتی کریستین درخواست او را رد می‌کند، در حمله‌ای ناگهانی او را دچار نفرین لامیا که یک شیطان جهنمی است، می‌کند. او پس از نفرین می‌میرد و کریستین دیگر نمی‌تواند از او بخواهد نفرین را از بین ببرد. نفرین او دکمه‌ای است که این جملات بر آن گفته شده است: «لامیا». کریستین از یک کشیش مسائل فراطبیعی کمک می‌گیرد و به یک کشیش قدرتمندتر که خود با نفرین لامیا آشنایی دارد، وصل می‌شود و در طی مراسمی از احضار شیطان لامیا ظاهراً نفرین از بین می‌رود که باعث مرگ آن کشیش قدرتند می‌شود اما باز هم نشانه‌هایی وجود دارد و ایندفعه کریستین خودش دکمهٔ نفرینی را به آن زن که گانوش نام داشت و در قبر است، برمی‌گرداند. در آخر فیلم کریستین به همراه نامزدش در حال مسافرت هستند که نفرین لامیا از زمین به بیرون می‌آید و با مرگ کریستین و رفتنش به دوزخ فیلم به انتها می‌رسد.